# Hockey in-line
L'hockey in-line, hockey inline o hockey in linea, è uno sport di squadra appartenente al gruppo degli hockey, che si gioca indossando dei pattini in linea su una superficie di piastrelle di materiale plastico, legno, asfalto, cemento o altro materiale idoneo approvato dal CIRILH (International Committee of Roller Inline Hockey). Il termine "in-line" è dato proprio dall'utilizzo dei pattini in linea a differenza dei tradizionali pattini a rotelle usati nell'hockey su pista. I giocatori utilizzano un bastone o "stecca" per colpire un duro disco di plastica con la finalità di effettuare un gol nella porta avversaria.
Ogni squadra è composta da una rosa con minimo sei giocatori di movimento ed un portiere ad un massimo di 14 giocatori di movimento e due portieri. Durante la partita sono, però, schierati in campo solo quattro giocatori di movimento e un portiere. Le partite si svolgono in due tempi da 20 minuti effettivi ciascuno, con 7 minuti di riposo tra un tempo e l'altro.

## Storia
L'hockey in-line nasce in Europa verso la fine degli anni ottanta in una zona geografica molto ristretta al sud della Svizzera e grazie al desiderio da parte dei giovani di emulare i campioni dell'hockey su ghiaccio.
Inizialmente fu definito anche "l'hockey dei poveri" o "il cugino dell'hockey su ghiaccio", per il fatto che con pochi soldi ed un po' di organizzazione, nei piazzali, si potevano disputare incontri fra squadre di quartiere. Negli anni ha subito parecchi cambiamenti e si è evoluto arrivando ad assomigliare sempre più all'hockey su ghiaccio. Nato con le palline da tennis, oggi sono invece di plastica ed arancioni, con il peso variabile da 110-130 gr. A dipendenza della nazione e dal fondo si utilizzano anche dei dischetti (puck).

## Differenze principali con l'hockey su ghiaccio
Ad uno sguardo inesperto, l'unica differenza tra l'hockey in-line e quello su ghiaccio sembrano essere i pattini e la superficie di gioco, ma non è così. 
Eccone alcune:
- il numero dei giocatori è 4 + 1 (portiere), anziché 5+1.
- non esiste il "fuorigioco" (che nell'hockey su ghiaccio è il sorpasso della linea blu di attacco da parte del giocatore che attacca prima che l'abbia superata il disco).
- non esiste la "liberazione vietata" (che nell'hockey su ghiaccio è il disco lanciato dalla propria metà pista e che supera la linea di porta degli avversari senza essere toccato da nessuno).
- il contatto fisico viene generalmente punito.
- vengono fischiate penalità o interruzioni di gioco (per palline o puck accompagnati con la mano, quando vengono scagliati fuori pista o quando il portiere ferma il gioco senza essere affrontato da un avversario).
- vi sono 2 arbitri, anziché 3 o 4 (Hockey su ghiaccio).

## Attrezzatura

### La pista
L'hockey in-line deve essere giocato su una superficie di piastrelle di materiale plastico, legno, asfalto, cemento o altro materiale idoneo approvato dal CIRILH. La dimensione ideale della pista è di 50x25 metri e deve essere contrassegnata da una riga rossa di centrocampo segnata sul pavimento per distinguere la zona di difesa e la zona di attacco. È delimitata da una balaustra di legno o fibre di vetro (pannelli) con un'altezza ideale di 107 cm. Questa deve avere angoli arrotondati per facilitare lo scorrimento del disco. La pista deve essere contrassegnata con un totale di 5 punti di ingaggio.

### Le porte
La porta di gioco è costituita da una gabbia rettangolare di metallo con un'altezza interna di 105 cm, una larghezza interna di 170 cm e una profondità di 109 cm. La parte alta, quella posteriore e quelle laterali devono essere coperte da una rete molto resistente in grado di contenere i tiri più forti e non consentire l'attraversamento del disco. Non sono ammesse reti metalliche. Le porte di gioco sono poste alle due estremità della pista con le aperture posizionate l'una di fronte all'altra. La distanza tra la linea di porta e l'estremità della pista è di 3,8 metri. 
Davanti ad ogni porta, una zona denominata "Area di porta" è contrassegnata da una linea rossa di 5 cm di larghezza. Questa linea si estende ad angolo retto da un punto sulla linea di porta, 30 cm dall'esterno di un pale della porta per una distanza di 1,2 m. Una linea parallela alla linea di porta deve unire le estremità di queste due linee. 
Al portiere deve essere consentito di bloccare il disco dietro la linea di porta o ai lati della porta purché una parte del suo corpo resti in contatto con l'area di porta. 

### L'equipaggiamento
- I bastoni

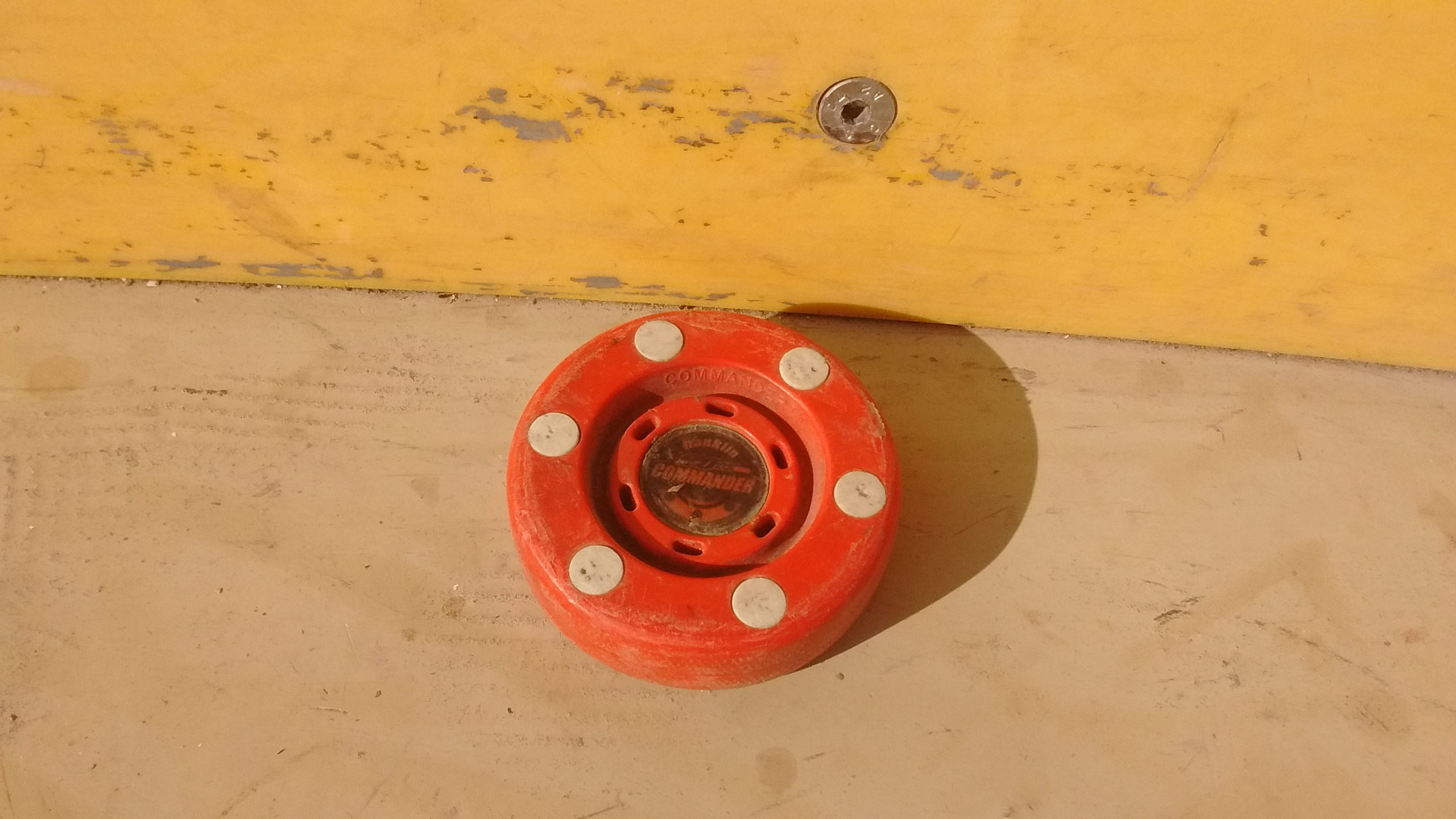
Il disco di Hockey in-line

I bastoni devono essere bastoni da hockey inline fatti di legno o altro materiale approvato e non devono presentare sporgenze. Nessun bastone deve superare la lunghezza di 1,57 m dalla base all'estremità superiore, né essere superiore a 32 cm dalla base alla fine della pala. La lama del bastone dei giocatori di movimento deve essere larga un minimo di 5 cm e non può superare i 9 cm di larghezza. La pala del bastone del portiere non può superare i 13 cm di larghezza in qualsiasi punto tranne che in corrispondenza della base, dove non deve superare i 14 cm di larghezza; il bastone del portiere non deve superare i 39 cm in lunghezza dalla base alla fine della pala.
- I pattini

I pattini da utilizzare sono pattini in linea e possono consistere di tre o quattro ruote per i giocatori di movimento. I portieri possono, in alternativa, utilizzare pattini il-line a 5 ruote, con ruote più piccole. Non sono ammessi pattini tradizionali (o quad) per le partite del campionato internazionale.
- Le protezioni

Tutti i giocatori, tranne i portieri, devono indossare parastinchi, gomitiere, guanti da hockey, caschi omologati pantaloni protettivi e conchiglia protettiva zona pelvica in qualsiasi momento del gioco. Il portiere in più deve indossare una protezione per il petto aderente al corpo (pettorina), i gambali che non devono superare i 30 cm di larghezza. Tutti i giocatori dei Campionati Internazionali Under 18 devono indossare la griglia o visiera a protezione del viso attaccate al casco. Il paradenti è facoltativo. Tutte le protezioni, tranne guanti, casco, protezioni del viso e gambali del portiere, devono essere indossate interamente sotto la divisa. 
- Il disco di gioco

Il disco di gioco è quello approvato dal Comitato CIRILH.

## Squadre
Ogni roster delle squadre è composto da un minimo di sei giocatori di movimento e un portiere e un massimo di 14 giocatori di movimento e due portieri. Durante la partita sono, però, in campo solo quattro giocatori di movimento e un portiere. 
Ogni squadra deve nominare un capitano che sarà riconoscibile da una "C" visibile sulla maglia. A nessun portiere è concesso di ricoprire il ruolo di capitano. Ogni squadra deve sempre avere in campo un assistente (riconoscibile con una “A” visibile sulla maglia) oppure il capitano. Questi sono gli unici membri della squadra che possono comunicare con l’arbitro.

## Ufficiali di gara
- Gli arbitri

In tutte le partite di Campionato gli arbitri sono due. Il Primo Arbitro ha piena autorità e decisione finale in tutte le questioni controverse. Tutti gli arbitri devono indossare pantaloni neri, una maglia da Arbitro e l'equipaggiamento approvato dalla CIRILIH. Essi non devono avere alcuna affiliazione con le squadre coinvolte. Devono controllare l'attrezzatura dei giocatori, valutare le penalità, comunicarle al refertista, segnalare le reti e gli assist.
- Il marcatore ufficiale (refertista)

Controlla il roster completo delle squadre e lo consegna all'arbitro prima dell'inizio della partita; compila il referto ufficiale del gioco; annuncia chi ha effettuato goal o assist; registra le penalità; firma il referto ufficiale di gioco al termine della partita. 
- Il cronometrista

Registra il tempo di inizio e fine di ogni partita, e tutto il tempo effettivo di gioco durante la partita; segnala con un fischio la fine di ogni tempo di gioco e la fine della partita; annuncia quando mancano due minuti al termine di ogni tempo effettivo di gioco o tempo supplementare; registra i time out chiamati da ogni squadra.
- Il cronometrista delle penalità

Tiene il tempo della penalità scontato per ogni giocatore punito durante il gioco; segnala irregolarità sulla durata della permanenza del giocatore in penalità; in presenza di un microfono, annuncia il nome, il numero, il motivo e la durata della penalità assegnata.
- I giudici di porta

L'utilizzo di giudici di porta e il loro posizionamento è facoltativo ed è a discrezione del CIRILH; controlla la rete della porta per assicurarsi che non ci siano buchi e che il disco non riesca ad oltrepassarla; controlla che la porta sia sempre nella sua corretta posizione.

## Regole di gioco

### Ingaggi
La squadra ospite deve sempre essere la prima ad effettuare la sostituzione di giocatori in pista per la ripresa del gioco. I due giocatori all'ingaggio saranno posizionati uno di fronte all'altro alla distanza di circa un bastone di lunghezza posizionando la pala del loro bastone sulla pista. Tutti gli altri giocatori devono essere posizionati ad almeno 3 metri di distanza dai giocatori che effettuano l'ingaggio. La pala dell'ingaggio deve toccare la pista di ingaggio. Nell'esecuzione di un ingaggio, i giocatori non devono avere alcun contatto fisico con il corpo di un avversari per mezzo del proprio corpo o per mezzo del loro bastone. Una volta che una squadra è in posizione di ingaggio il disco deve essere messo in gioco entro 5 secondi.

### Time-out
Un time-out può essere chiamato solo dal Capitano o dall'Assistente ad una interruzione del gioco. La partita riprende quindi con un ingaggio. È concesso un time-out della durata di un minuto per ogni squadra per ogni tempo. Un time out può essere chiamato dal Giudice Arbitro, in qualsiasi momento durante il gioco. Durante un time-out, le squadre possono andare alle loro panche giocatori. Non sono ammessi time-out nel corso dei tempi supplementari.

### Sistemazione abbigliamento e protezioni
Il gioco non deve essere mai fermato né ritardato a causa della sistemazione da parte di un giocatore del suo abbigliamento, attrezzature, pattini e bastoni. La responsabilità di mantenere abbigliamento e attrezzature in condizioni adeguate sarà del giocatore. Se si rende necessaria una qualsiasi sistemazione, il giocatore deve uscire dal campo e il gioco deve continuare senza interruzioni.

### Sostituzione dei giocatori
Durante il gioco, non ci possono essere in pista più di quattro giocatori di movimento e un portiere alla volta. Il portiere può essere sostituito con un giocatore di movimento. A tale sostituto non sono ammessi i privilegi del portiere. Se la squadra in possesso del disco, fa una sostituzione irregolare, l'Arbitro deve immediatamente fermare il gioco e riprenderlo con un ingaggio nella zona di centro campo o di difesa. Ad ogni squadra è consentito un solo cambio dei giocatori durante ogni interruzione di gioco.

### Portiere
Ogni squadra può avere al massimo un portiere alla volta in pista. Al portiere sostituto che entra in pista durante il gioco non è concesso alcun periodo di riscaldamento. 

### Il disco deve essere sempre in movimento
Il disco deve essere sempre tenuto in movimento. Una penalità minore deve inoltre essere assegnata a qualsiasi giocatore che deliberatamente e in qualunque modo trattenga il disco contro la balaustra a meno che il giocatore non sia ostacolato da un avversario. La squadra che nella propria zona di difesa sia in possesso del disco, deve sempre far avanzare il disco verso la porta avversaria, tranne quando impedita dai giocatori della squadra avversaria o quando si trovi in inferiorità numerica in pista.

### Calciare il disco
È concesso calciare il disco in tutte le zone del campo; tuttavia un goal non può essere segnato calciando il disco direttamente in porta.

### Goal e assist
Un goal è realizzato quando il disco è tirato tra i pali della porta da un giocatore della squadra in attacco, poi passa sotto la traversa ed infine attraversa interamente la linea di porta disegnata sulla pista da un palo della porta all'altro. Quando un giocatore segna un gol, un assist viene assegnato al giocatore che gli ha fatto l'ultimo passaggio.

## Campionato italiano
In Italia i campionati agonistici sono organizzati in serie A, composta da 10 squadre, le prime 8 classificate si sfidano nei playoff scudetto, mentre l'ultima viene retrocessa in serie B. La coppa Italia viene disputata tra le squadre di serie A, la detentrice del titolo di campione italiano e della coppa Italia si sfidano nella supercoppa italiana. Il campionato di serie B si disputa a livello nazionale, mentre il campionato di serie C si disputa a gironi, entrambi prevedono final six promozionali.
In precedenza sono esistite la serie A1, la serie A2 e la serie B. Tra gli amatori esiste il campionato promozionale e il campionato UISP. Nelle categorie giovanili sono presenti le seguenti divisioni: Under 20, Under 18 (Elite), Under 16, Under 14, Under 12, Under 10 e Mini Hockey. Dalla stagione 2017-2018, il campionato promozionale (già denominato serie C) e la serie B sono state accorpate in un campionato unico suddiviso in gironi regionali.
La coppa Fisr è disputata dalle squadre di tutte le categorie.
La vincitrice di coppa Italia e del campionato italiano hanno diritto di accedere alla coppa europea.